# 沃里克 (麻薩諸塞州)
沃里克（英語：Warwick）是一個位於美國麻薩諸塞州富蘭克林縣的鎮。

## 人口
根據2020年美國人口普查的數據，沃里克的面積為97.50平方千米，當中陸地面積為96.70平方千米，而水域面積為0.80平方千米。當地共有人口780人，而人口密度為每平方千米8人。